# Chattahoochee Hills

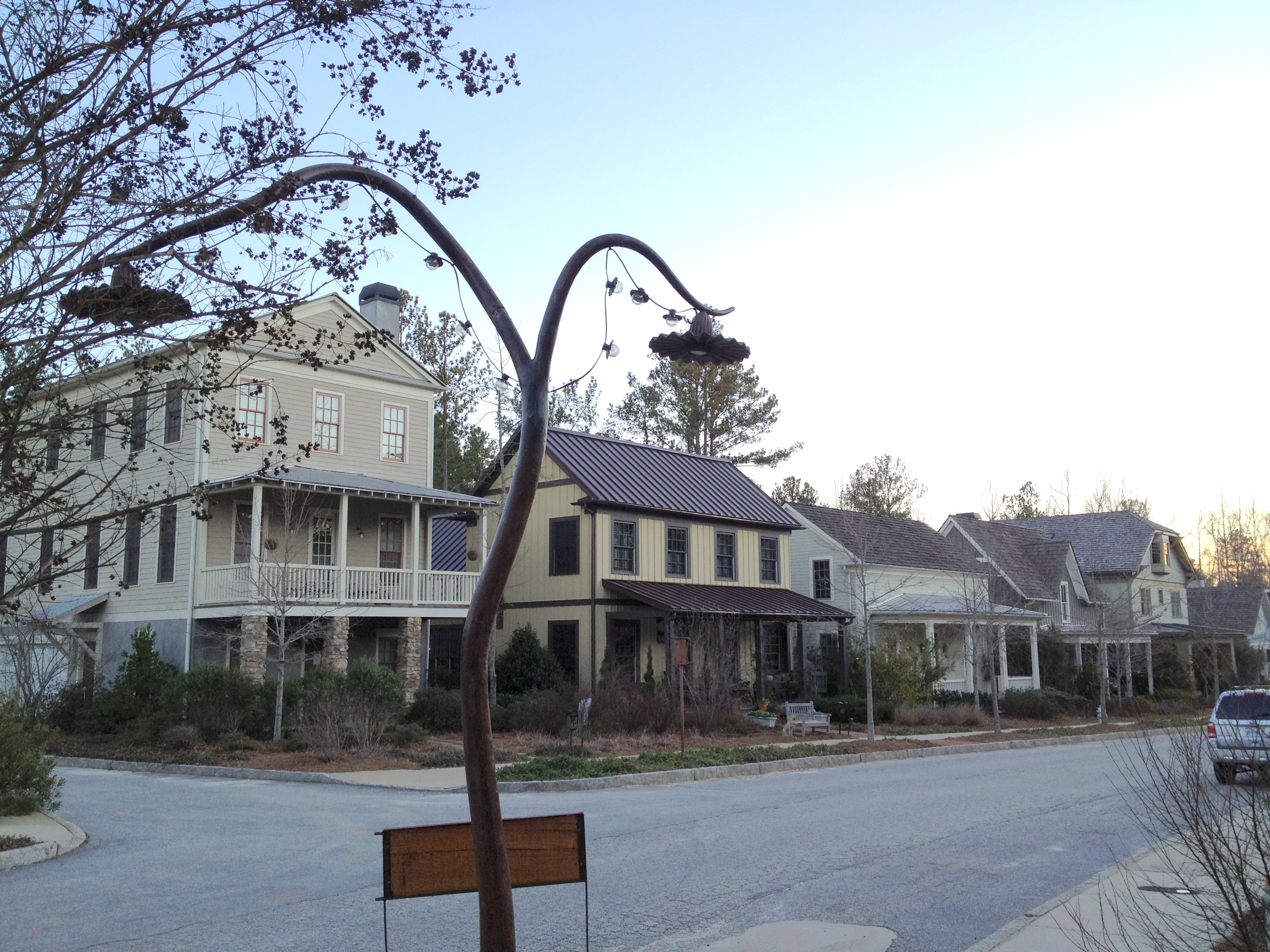
Huizen in Serenbe, een New Urbanism-dorp binnen de stadsgrenzen van Chattahoochee Hills.

Chattahoochee Hills is een stadje (city) in het zuiden van Fulton County, in de Amerikaanse staat Georgia. In 2010 woonden er 2378 mensen. Het maakt deel uit van het landelijke Chattahoochee Hill Country ten zuidoosten van de metropool Atlanta en grenst in het noordwesten aan de Chattahoochee River.
Op 20 maart 2013 kondigden de organisatoren van het festival Tomorrowland aan dat het nieuwe TomorrowWorld-festival zou plaatsvinden in Chattahoochee Hills. Het festival zal plaatsvinden op het domein van een Belg, Carl Bouckaert.